# Damiano Marinelli
Damiano Marinelli (Ariccia, 21 maggio 1843 – Macugnaga, 8 agosto 1881) è stato un alpinista ed esploratore italiano.

## Biografia
Originario di Ariccia, Damiano Marinelli nasce in una famiglia numerosa: ha infatti cinque fratelli e due sorelle. Fu un esploratore ed uno dei pionieri dell'alpinismo italiano. Uomo di grande sensibilità, per i suoi interessi culturali e le sue imprese può essere considerato il classico viaggiatore dell'Ottocento. Infatti ancora sedicenne aveva già visitato buona parte dell'Europa (specialmente la Germania, l'Austria e l'Inghilterra) e l'Egitto dove aveva risalito il fiume Nilo fino all'ultima cataratta. Suo compagno di viaggio era un caro amico tedesco, Martin Köster, alle cui dipendenze svolgeva le mansioni di segretario.

## Le imprese
Nel 1876 si iscrive alla sezione del CAI di Firenze ed inizia la sua attività alpinistica, effettuato varie ascensioni invernali sull'Appennino, come quelle del Monte Cimone e del Monte Vettore. Nell'estate 1876 si sposta sulle Alpi e compie una serie di ascensioni in Valtellina, nel gruppo del Bernina, sul Monte Disgrazia e nel gruppo dell'Ortles, dove conquista anche la vetta dell'Ortles, il Gran Zebrù e Cima Piazzai (prima ascensione italiana). L'anno seguente conquista la vetta del Piz Bernina e successivamente si trasferisce nelle Alpi Graie dove scala il Monte Bianco e il Dente del Gigante. Nel 1878 conquista il Grand Jorasses e il Gran Combin, mentre il 19 aprile dello stesso sale sul Pizzo di Sevo nei Monti della Laga.

## La tragedia del Monte Rosa
Nel 1881 Damiano Marinelli decide di spostarsi a Macugnaga, con la guida Battista Pedranzini, prefiggendosi l'ambizioso obiettivo di scalare la parete est del Monte Rosa, raggiungendo Punta Dufour.
Il giorno 8 agosto Marinelli, Pedranzini, Fernand Imseng e il portatore Alessandro Corsi raggiungono i 3400 mt, ma vengono travolti da un'immensa valanga. Si salva solo il portatore Corsi, che era rimasto attardato per bere ad una cascatella. I corpi degli alpinisti verranno ritrovati tre giorni dopo in una profonda scarpata.
Il ripido canale da cui si staccò la valanga venne rinominato Canalone Marinelli, al pari del Crestone che lo sovrasta.

## I rifugi dedicati al suo nome
All'alpinista sono intitolati due rifugi: il rifugio Marinelli-Bombardieri al Monte Bernina e il rifugio Damiano Marinelli al Monte Rosa.